# 神虫

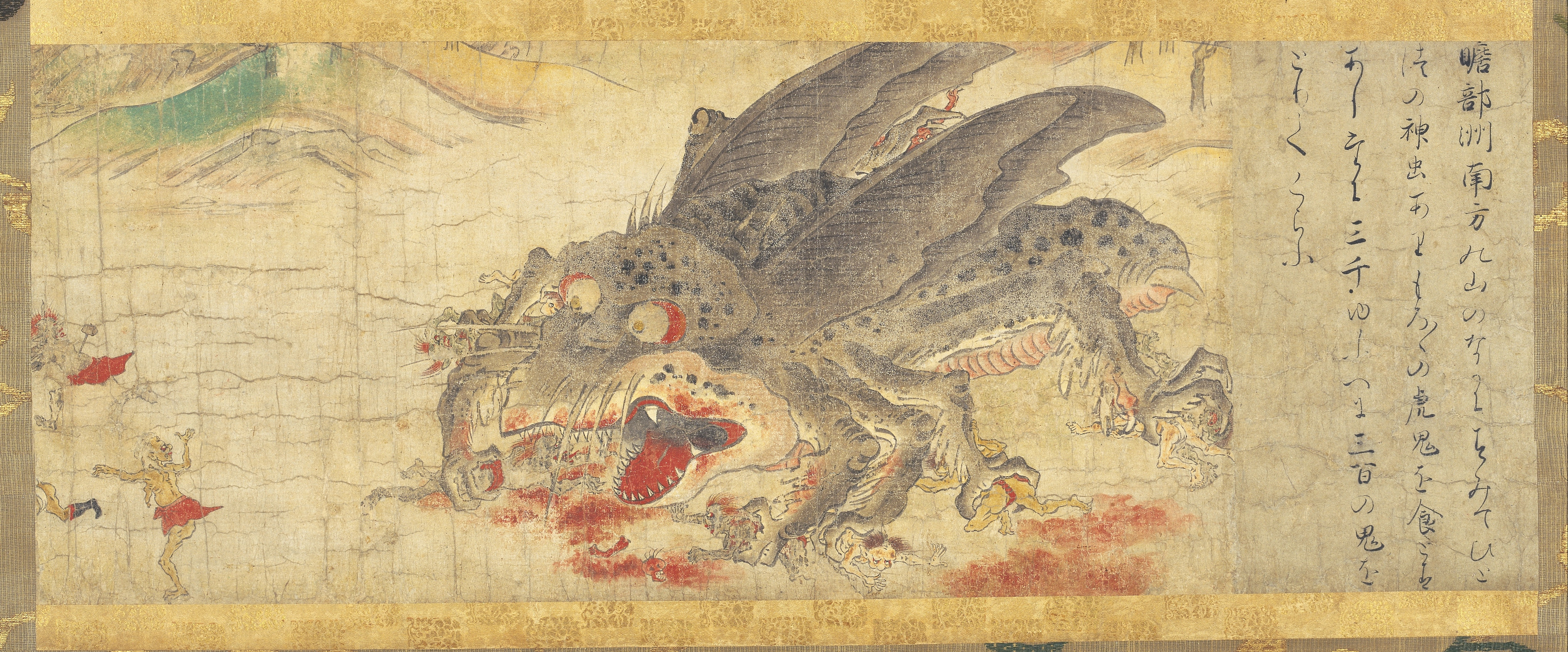
神虫

神虫（しんちゅう）は、奈良国立博物館に所蔵されている絵巻『辟邪絵』に描かれている、災厄・疫病を退散させるとされる虫のようなもの。
甲虫のような胴体に8本の肢を持ち、災厄をもたらす鬼のようなものをつかんでいる。